# Parafia Przemienienia Pańskiego w Maruszynej
Parafia Przemienienia Pańskiego w Maruszynie – rzymskokatolicka parafia należąca do dekanatu Biały Dunajec archidiecezji krakowskiej. 
Została erygowana 21 lutego 1984 roku dekretem metropolity krakowskiego kard. Franciszka Macharskiego.

## Proboszczowie
- 1959–1961: ks. Józef Pitorak
- 1961–1977: ks. Franciszek Piszczór
- 1977–1981: ks. Władysław Król
- 1981–1893: ks. Józef Leśny
- 1983: ks. Mieczysław Zoń
- 1983–2005: ks. Jan Kaleta
- 2005–2014: ks. Adam Stawarz
- 2014–2022: ks. Andrzej Kwak
- od 2022: ks. Tomasz Grzesiak